# Аспетова, Гульжан Жарылкасымовна
Гульжан Жарылкасымовна Аспетова (Кульжахан) (28 мая 1946, аул Мерке Жамбылской области) — казахская актриса кино и театра. Народная артистка Республики Казахстан (1998). Заслуженная артистка Казахской ССР (1981). Профессор искусствоведение (2002).

## Биография
Родился 28 мая 1946 года в Меркенском районе Жамбылской области. Отец — Аспетов Жарылкасым. Мать — Болатбекова Уазина. Сын — Пусурманов Азат Викторович.
В 1967 году окончила театральное отделение Алма-Атинской государственной консерватории им. Курмангазы по специальности актёр театра-кино.
С 1967 по 1999 год — актриса высшей категории Казахского государственного академического театра драмы имени Мухтара Ауэзова, преподаватель, доцент, профессор факультета театрального искусства Казахской Национальной академии искусств имени Темирбека Жургенова (г. Алматы).
С 1999 года — актриса Казахского государственного академического музыкально-драматического театра им. К. Куанышбаева, преподаватель, профессор факультета театрального искусства Казахского национального университета искусств (г. Астана).

## Тетатральные роли
Первая значительная роль в Казахском академическом драматическом театре им. М. Ауэзова — Карагоз в одноимённой драме М. Ауэзова. Аспетова — исполнительница многих лирико-драматических ролей:
Енлик, Куртка («Енлик — Кебек», «Каракыпчак Кобланды» М. Ауэзова),
Жамиля («Волчонок под шапкой» К. Мухаметжанова),
Макпал («Баллада о степи» К. Мукашева),
Анар («Жеребенок мой» О. Бокеева),
Катима ханум («Клятва» Т. Ахтанова),
Мехменебану («Фархад и Ширин» Н. Хикмета),
Электра («Электра» Л. Дюрко),
Иокаста («Царь Эдип» Софокла),
Найман-Ана («И дольше века длится день» Ч. Айтматова) и другие.

## Избранная фильмография
Снималась в фильмах киностудии «Казахфильм», в том числе:
- 1981 — Когда уходят киты — Нау, вечная женщина — главная роль
- 1982 — Белый шаман — Пэпэв, жена Майна-Воопка, мать Омрыкая
- 1982 — Я — ваш родственник — Разия Ахметовна, директор школы
- 1984 — Бойся, враг, девятого сына — Аккемпир — главная роль
- 1986 — История слабой женщины — Несибели — главная роль

## Награды
- 1981 — Заслуженная артистка Казахской ССР;
- 1984 — Орден «Знак Почёта» (СССР);
- 1994 — Почётная грамота Республики Узбекистан;[1]
- 1998 — Народная артистка Республики Казахстан;
- 2002 — Профессор искусствоведение;
- 2006 — Медаль имени «Ыбырай Алтынсарин» от МОН РК — за большой труд в воспитании подрастающего поколения и вклад в развитие театральной педагогики.;
- 2008 — Медаль «10 лет Астане»;
- 2011 — Медаль «20 лет независимости Республики Казахстан»;
- 2011 — Указом президента РК награждена орденом «Курмет»;
- 2015 — Медаль «Ветеран труда Казахстана»
- 2016 — Звания «Почётный гражданин Мерке»;
- 2016 — Государственная стипендия Республики Казахстан в области культуры.
- 2018 — Юбилейная медаль «20 жыл Астана»[2]
- 2022 года (22 октября) — Орден «Отан» один из высших орденов Республики Казахстан[3].